# Philippe Olivier (musicologue)
Pour les articles homonymes, voir Olivier et Philippe Olivier.
Philippe Olivier, né le 22 septembre 1952 à Nomexy (Vosges), est un musicologue français, notamment spécialiste  de l'opéra.
Il est l'auteur de vingt-neuf ouvrages publiés en France et en Allemagne et a donné environ six cents conférences dans une dizaine de pays.

## Biographie
Philippe Olivier  effectue ses études secondaires au lycée Louis Lapicque à Épinal puis étudie la musicologie à Strasbourg.  
Il devient conférencier aux Jeunesses musicales de France à partir de 1973 et donne ensuite des conférences à l'invitation de l'Alliance française et de l'Association française d'action artistique.   
Dans les années 1980, il est critique musical au journal Libération  puis devient producteur à France Musique et France Culture. En 1985 il participe au Comité national français pour l'année européenne de la musique.  Il est chargé de mission au Théâtre royal de la Monnaie à Bruxelles. 
Dans les années 1990, il est d'abord chargé de mission au Théâtre Impérial de Compiègne puis au Festival de musique de Strasbourg. De 1994 à 1998, il est directeur de communication à l'Orchestre philharmonique de Strasbourg et secrétaire général du Cercle de l'orchestre. En 1997, il fonde le Concours européen du Jeune compositeur de Strasbourg organisé sous l'égide du Parlement européen et du ministère français de la Culture et de la communication. Pour la ville de Strasbourg il est en 1998 chargé de mission en communication ; il est nommé en 1999 chef de projet pour le Centre européen des cultures yiddish, projet qui ne verra pas le jour . 
Dans les années 2000, Philippe Olivier est l'auteur de plusieurs documentaires pour Arte et la Télévision suisse romande. Il enseigne la musicologie à l'Académie de musique et de théâtre de Rostock, en Allemagne à partir de 2008. Il exerce ses activités dans les domaines de l'édition, de l'audiovisuel, de l'action culturelle et de l'enseignement.  
Au cours des années 2010, il est conseiller pour la culture et l'enseignement supérieur au Cabinet commun du Maire et du Président de la Communauté urbaine de Strasbourg. Il assure durant un an la direction du Festival de musique de Strasbourg avant la mise en liquidation judiciaire de celui-ci en juin 2014. Philippe Olivier réside à Berlin depuis 2012. En octobre 2014, il devient le président de l'association Orfeo 33, implantée à Berlin, dont l'objet d'étude est la vie des compositeurs et des musiciens victimes du nazisme comme des régimes totalitaires. Il se déplace dans divers pays pour donner des conférences et participer à des colloques. 
Il est docteur en histoire (spécialité histoire contemporaine). 

## Publications

### Essais sur la musique et l'opéra
- Musiktheater in Frankreich,  Berlin, Henschel Verlag, 1979.
- Theo Adam, une biographie, Paris, Arlega, coll. «Les Trésors de l'opéra» , n°2, 1979.
- (Direction de la publication) Opéra : la diva et le souffleur, Paris, Éditions Autrement, 1985.
- La Musique au quotidien, préface de Pierre Boulez, Paris, Balland, 1985[6].
- Francis Poulenc, une biographie, Madrid, Espasa-Calpe, 1987.
- Charles Munch, une biographie par le disque, Paris, Belfond, 1987.
- Médée, Lyon, Opéra national de Lyon, Paris, Beba, 1989.
- Les Deux Faces de Janus ou l'Orchestre à l'Opéra, Strasbourg : Cercle Richard Wagner, Orchestre philharmonique de Strasbourg, 1998.
- Musique - L'École normale de musique de Paris, photographies de Gilles de Fayet, Paris, Plume-Flammarion, 2002.
- La Callas, l'opéra et le souffleur : chroniques folles d'un monde extrême, Paris, Éditions Autrement, coll. «Passions complices», 2004.
- Aimer Satie, avant-propos d'Ornella Volta, Paris, Hermann, coll. « Points d'orgue», 2005.
- Pierre Boulez : le maître et son marteau, Paris, Hermann, coll. « Points d'orgue», 2005.
- Wagner : manuel pratique, Paris, Hermann, coll. « Points d'orgue», 2007.
- Wagner und der Nationalsozialismus, von den Anfängen bis 1945, Mayence, Schott Verlag, 2007.
- Der Ring des Nibelungen in Bayreuth von den Anfängen bis heute, Mayence, Schott Verlag, 2007[7].
- Olivier Messiaen ou la lumière, Paris, Hermann, coll. « Points d'orgue», 2008.
- Félix Mendelssohn : un intercesseur culturel ?, Paris, Hermann, coll. « Points d'orgue», 2009[8],[9].

### Traductions de livrets d'opéra
- Passion selon saint Bach, de Mauricio Kagel, livret, textes et entretiens traduits de l'allemand, Strasbourg, Musica-Dernières nouvelles d'Alsace, 1985.
- Daphné, de Richard Strauss, nouvelle traduction française du livret, Strasbourg, Opéra national du Rhin, 1998.

### Essais historiques ou d'histoire culturelle
- (Direction de la publication avec Amaury du Closel) Déracinements : exil et déportation des musiciens juifs sous le Troisième Reich, Paris, Hermann, 2009.
- Retour-Rückkehr-Return (avec Amaury du Closel), Bucarest, Paris, Jérusalem, Samuel Tastet, 2009.
- Combats pour les droits de l'homme : entretiens avec Jean Kahn (1929-2013), Paris, Hermann, 2009.
- Pour ceux qui n'aiment pas l'Allemagne, préface de Catherine Trautmann, Paris, Hermann, 2013.
- Quelle politique culturelle pour demain ? Les dangers de la gentrification, Paris, Hermann, 2018.
- Jean Kahn : une biographie 1929-2013, préface de Haïm Korsia, Paris, Hermann, 2019.
- Toccata, Bermuda, Corona, entretiens avec Simon Ghraichy, préface de François Hollande, Paris, EST, 2021.
- La Vie musicale en RDA (1949-1990), Genève, Droz, 2022.
- (Direction de la publication avec Amaury du Closel) Musique et politique culturelle sous le nazisme et le stalinisme - 1945 : Europe Année zéro, Paris, L'Harmattan, 2022.

### Romans
- L'Horreur de l'aube, La Nuée bleue, Strasbourg, 2000

## Distinctions
- 1987 : Chevalier dans l'Ordre des Arts et des lettres.
- 1993 : Chevalier dans l'ordre national du Mérite.
- 1998 : Officier dans l'Ordre des Arts et des lettres.
- 1998 : Officier dans l'Ordre du Mérite de la République fédérale d'Autriche.
- 2000 : Chevalier dans l'ordre de la Légion d'honneur.
- 2008 : médaille d'honneur de la ville de Bayreuth.